# Піщанка (Старополтавский район)
Піщанка (рос. Песчанка) — село у Старополтавському районі Волгоградської області Російської Федерації.
Населення становить 146 осіб. Входить до складу муніципального утворення Новополтавське сільське поселення.

## Історія
Село розташоване у межах українського історичного та культурного регіону Жовтий Клин.
Згідно із законом від 17 січня 2005 року № 991-ОД органом місцевого самоврядування є Новополтавське сільське поселення.

## Населення
| 2010 |
| ---- |
| 146  |